# Noguchi Naoto
Naoto Noguchi (sinh ngày 7 tháng 6 năm 1992) là một cầu thủ bóng đá người Nhật Bản.

## Sự nghiệp câu lạc bộ
Naoto Noguchi đã từng chơi cho Cerezo Osaka và Oita Trinita.